# بارتل بی‌ام ۲
بارتل بی‌ام ۲ (به انگلیسی: Bartel_BM_2) یک هواگرد ملخ‌پیشین تک‌موتوره از نوع  هواپیمای آموزشی ساخت شرکت Samolot است. هواگرد بارتل بی‌ام ۲ نخستین پروازش را در ۷ دسامبر ۱۹۲۶ میلادی انجام داد. در مجموع، تعداد ۱ فروند از این هواگرد ساخته شده‌است.
طراح این هواگرد، Ryszard Bartel بود.